# 독일 올해의 여자 축구 선수
독일 올해의 여자 축구 선수(독일어: Fußballerin des Jahres)는 1996년부터 시작된 여자 축구 선수상이다. 독일 올해의 축구 선수와 함께 독일 축구 기자들과 독일 스포츠 기자 협회(독일어: Verband der Deutschen Sportjournalisten)의 투표와 축구 잡지 《키커》(독일어: Kicker)에 의해 결정된다.

## 목록
| 연도 | 선수                      | 국적       | 소속팀                   |
| ---- | ------------------------- | ---------- | ------------------------ |
| 1996 | 마르티나 포스             | 독일       | 루멜른-칼덴하우젠        |
| 1997 | 베티나 비크만             | 독일       | 그륀-바이스 브라우바일러 |
| 1998 | 질케 로텐베르크           | 독일       | SF 지겐                  |
| 1999 | 잉카 그링스               | 독일       | FCR 뒤스부르크           |
| 2000 | 마르티나 포스             | 독일       | FCR 뒤스부르크           |
| 2001 | 비르기트 프린츠           | 독일       | FFC 프랑크푸르트         |
| 2002 | 비르기트 프린츠           | 독일       | FFC 프랑크푸르트         |
| 2003 | 비르기트 프린츠           | 독일       | FFC 프랑크푸르트         |
| 2004 | 비르기트 프린츠           | 독일       | FFC 프랑크푸르트         |
| 2005 | 비르기트 프린츠           | 독일       | FFC 프랑크푸르트         |
| 2006 | 비르기트 프린츠           | 독일       | FFC 프랑크푸르트         |
| 2007 | 비르기트 프린츠           | 독일       | FFC 프랑크푸르트         |
| 2008 | 비르기트 프린츠           | 독일       | FFC 프랑크푸르트         |
| 2009 | 잉카 그링스               | 독일       | FCR 뒤스부르크           |
| 2010 | 잉카 그링스               | 독일       | FCR 뒤스부르크           |
| 2011 | 파트미레 바이라마이       | 독일       | 투어비네 포츠담          |
| 2012 | 첼리아 오코이노 다 음바비 | 독일       | 바트 노이에나            |
| 2013 | 마르티나 뮐러             | 독일       | VfL 볼프스부르크         |
| 2014 | 알렉산드라 포프           | 독일       | VfL 볼프스부르크         |
| 2015 | 첼리아 샤시치             | 독일       | FFC 프랑크푸르트         |
| 2016 | 알렉산드라 포프           | 독일       | VfL 볼프스부르크         |
| 2017 | 제니페르 머로잔           | 독일       | 올랭피크 리옹            |
| 2018 | 제니페르 머로잔           | 독일       | 올랭피크 리옹            |
| 2019 | 제니페르 머로잔           | 독일       | 올랭피크 리옹            |
| 2020 | 페르닐레 하르데르         | 덴마크     | VfL 볼프스부르크         |
| 2021 | 니콜 빌라                 | 오스트리아 | TSG 1899 호펜하임        |